# Хорст (геологија)
Хорст (тимор) је структурни облик постао релативним спуштањем периферних блокова у односу на централни блок, који је заостао на првобитној висини. У ретким случајевима, хорстови могу постати и издизањем блока између два упоредна раседа. Сложени хорст формира се раседањем бочних блокова дуж читавог низа више мање паралелних раседа.
Класични примери хорстова представљају планине Вогези и Шварцвалд, између којих је спуштен ров реке Рајне. На Балканском полуострву, типични хорстови су планине Галичица (између Охридског и Преспанског језера) Ниџе, Пелистер, Јакупица које се налазе на територији Македоније. У Панонском басену хорстови су Вршачке планине, Диљ, Папук, Мечек, Бакоњска шума итд.